# Strzelectwo na Światowych Wojskowych Igrzyskach Sportowych 2011
Strzelectwo na 5. Światowych Wojskowych Igrzyskach Sportowych – zawody dla sportowców-żołnierzy zorganizowane przez Międzynarodową Radę Sportu Wojskowego, które odbyły się w brazylijskim Rio de Janeirou w dniach 17 – 23 lipca 2011 roku podczas światowych igrzysk wojskowych. Zawody zostały przeprowadzone na obiektach Centro Nacional de Tiro Esportivo Tenente Guilherme Paraense. 
Zawody były równocześnie traktowane jako 46 Wojskowe Mistrzostwa Świata w strzelectwie.

## Harmonogram
| Lipiec 2011 | 16 So | 17 Nd | 18 Pn | 19 Wt | 20 Śr | 21 Cz | 22 Pt | 23 So | 24 Nd |
| ----------- | ----- | ----- | ----- | ----- | ----- | ----- | ----- | ----- | ----- |
| Strzelectwo |       |       |       | 4     | 4     |       | 4     | 4     |       |

Legenda
|  | Dzień treningowy |  | Eliminacje |  | Finał (ilość) |

## Uczestnicy
Do zawodów zgłoszeni zostali reprezentanci 38 państw.
Polskę w 2011 roku na światowych igrzysk wojskowych w Rio de Janeiro reprezentowali (wg rodzaju broni strzeleckiej); 
- Mężczyźni - karabin (Robert Kraskowski, Rafał Łukaszyk, Dawid Migała), pistolet (Piotr Daniluk, Tomasz Królik, Radosław Podgórski)
- Kobiety - karabin (Sylwia Bogacka, Agnieszka Nagay, Alicja Ziaja), pistolet (Karolina Bujakowska, Agnieszka Korejwo, Sławomira Szpek)

## Medaliści

### Mężczyźni
| Konkurencje:                        | Złoto                                                         | Złoto | Srebro                                                        | Srebro | Brąz                                                          | Brąz  |
| Konkurencje:                        | Drużyna / Zawodnik                                            | Wynik | Drużyna / Zawodnik                                            | Wynik  | Drużyna / Zawodnik                                            | Wynik |
| Indywidualnie                       |                                                               |       |                                                               |        |                                                               |       |
| Pistolet centralnego zapłonu 25 m   | Jin Yongde · Chiny                                            | 587   | Yusuf Dikeç · Turcja                                          | 585    | Karl Pavlis · Austria                                         | 585   |
| Pistolet szybkostrzelny 25 m        | Jin Yongde · Chiny                                            | 591   | Yusuf Dikeç · Turcja                                          | 588    | Murat Kiliç · Turcja                                          | 587   |
| Karabin dowolny 300 m               | Hans Christian Wear · Norwegia                                | 573   | Henri Häkkinen · Finlandia                                    | 573    | Ole Bryhn · Norwegia                                          | 572   |
| Karabin standardowy 300 m 3 pozycje | Ole Bryhn · Norwegia                                          | 590   | Hans Christian Wear · Norwegia                                | 586    | Robert Markoja · Słowenia                                     | 583   |
| Drużynowo                           |                                                               |       |                                                               |        |                                                               |       |
| Pistolet centralnego zapłonu 25 m   | Brazylia · José Carlos Iengo · Emerson Duarte · Julio Almeida | 1754  | Turcja · Yusuf Dikeç · Murat Kiliç · Özcan Demİr              | 1741   | Indie · Pemba Tamang · Vijay Kumar · Harpreet Singh           | 1740  |
| Pistolet szybkostrzelny 25 m        | Chiny · Jin Yongde · Li Chuanlin · Gao Zheng                  | 1750  | Brazylia · Emerson Duarte · Julio Almeida · José Carlos Iengo | 1745   | Korea Południowa · Kim Jong-ho · Kim Jin-il · Han Dae-hoo     | 1741  |
| Karabin dowolny 300 m               | Dania · Steffen Olsen · René Kristiansen · Jacob Larsen       | 1701  | Norwegia · Hans Christian Wear · Ole Bryhn · Odd Arne Brekne  | 1698   | Turcja · Mehmet Zeybekçí · Selçuk Erdem · Muhammed Topal      | 1657  |
| Karabin standardowy 300 m 3 pozycje | Norwegia · Ole Bryhn · Odd Arne Brekne · Hans Christian Wear  | 1745  | Słowenia · Rajmond Debevec · Robert Markoja · Dusan Zisko     | 1737   | Finlandia · Henri Häkkinen · Toni Mattilainen · Karl Pennanen | 1733  |

### Kobiety
| Konkurencje:                             | Złoto                                                    | Złoto | Srebro                                                             | Srebro | Brąz                                                                  | Brąz  |
| Konkurencje:                             | Drużyna / Zawodniczka                                    | Wynik | Drużyna / Zawodniczka                                              | Wynik  | Drużyna / Zawodniczka                                                 | Wynik |
| Indywidualnie                            |                                                          |       |                                                                    |        |                                                                       |       |
| Pistolet sportowy 25 m                   | Sandra Hornung · Niemcy                                  | 581   | Sławomira Szpek · Polska                                           | 577    | Natascha Moer · Szwajcaria                                            | 577   |
| Pistolet szybkostrzelny 25 m             | Ri Hyang-sun · Korea Północna                            | 577   | Wan Shengyun · Chiny                                               | 576    | Sławomira Szpek · Polska                                              | 576   |
| Karabin sportowy 50 m leżąc, 60 strzałów | Anna Normann · Szwecja                                   | 597   | Shao Zhongyue · Chiny                                              | 597    | Wan Xiangyan · Chiny                                                  | 594   |
| Karabin sportowy 50 m – trzy postawy     | Snježana Pejčić · Chorwacja                              | 588   | Silvia Rachl · Niemcy                                              | 587    | Petra Zublasing · Włochy                                              | 586   |
| Drużynowo                                |                                                          |       |                                                                    |        |                                                                       |       |
| Pistolet sportowy 25 m                   | Korea Północna · Kim Hyang-gum · Ri Hyang-sun · So Un-ju | 1698  | Polska · Sławomira Szpek · Agnieszka Korejwo · Karolina Bujakowska | 1688   | Brazylia · Ana Luiza Ferrao · Cibele Martines · Roberta Boldrini      | 1671  |
| Pistolet szybkostrzelny 25 m             | Korea Północna · Ri Hyang-sun · Kim Hyang-gum · So Un-ju | 1725  | Chiny · Li Duihong · Cao Ying · Wan Shengyun                       | 1705   | Norwegia · Marianne Ullvassveen · Celine Wergeland · Gunrid Kjellmark | 1702  |
| Karabin sportowy 50 m leżąc, 60 strzałów | Niemcy · Beate Gauus · Silvia Rachl · Eva Friedel        | 1774  | Norwegia · Hanne Skarpoodde · Christine Lind · Ingrid Stubsjoen    | 1771   | Chiny · Shao Zhongyue · Wan Xiangyan · Yin Wen                        | 1769  |
| Karabin sportowy 50 m – trzy postawy     | Chiny · Wan Xiangyan · Shao Zhongyue · Yin Wen           | 1741  | Niemcy · Eva Friedel · Silvia Rachl · Beate Gauus                  | 1735   | Włochy · Petra Zublasing · Elania Nardelli · Marica Masina            | 1729  |

## Klasyfikacja medalowa
* Organizator zawodów został zaznaczony tym kolorem, Polskę oznaczono tekstem pogrubionym.
|                    |                    |                    |                    |    |    |    |    |   |   |   |   |   |   |
| 1                  | Chiny              | 4                  | 3                  | 2  | 9  | 3  | 0  | 0 | 1 | 3 | 2 |   |   |
| 2                  | Norwegia           | 3                  | 3                  | 2  | 8  | 3  | 2  | 1 | 0 | 1 | 1 |   |   |
| 3                  | Korea Północna     | 3                  | 0                  | 0  | 3  | 0  | 0  | 0 | 3 | 0 | 0 |   |   |
| 4                  | Niemcy             | 2                  | 2                  | 0  | 4  | 0  | 0  | 0 | 2 | 2 | 0 |   |   |
| 5                  | Brazylia *         | 1                  | 1                  | 1  | 3  | 1  | 1  | 3 | 0 | 0 | 1 |   |   |
| 6                  | Chorwacja          | 1                  | 0                  | 0  | 1  | 0  | 0  | 0 | 1 | 0 | 0 |   |   |
| 6                  | Dania              | 1                  | 0                  | 0  | 1  | 1  | 0  | 0 | 0 | 0 | 0 |   |   |
| 6                  | Szwecja            | 1                  | 0                  | 0  | 1  | 0  | 0  | 0 | 1 | 0 | 0 |   |   |
| 9                  | Turcja             | 0                  | 3                  | 2  | 5  | 0  | 3  | 2 | 0 | 0 | 0 |   |   |
| 10                 | Polska             | 0                  | 2                  | 1  | 3  | 0  | 0  | 0 | 0 | 2 | 1 |   |   |
| 11                 | Finlandia          | 0                  | 1                  | 1  | 2  | 0  | 1  | 1 | 0 | 0 | 0 |   |   |
| 11                 | Słowenia           | 0                  | 1                  | 1  | 2  | 0  | 1  | 1 | 0 | 0 | 0 |   |   |
| 13                 | Włochy             | 0                  | 0                  | 2  | 2  | 0  | 0  | 0 | 0 | 0 | 2 |   |   |
| 14                 | Szwajcaria         | 0                  | 0                  | 1  | 1  | 0  | 0  | 0 | 0 | 0 | 1 |   |   |
| Ogółem (14 państw) | Ogółem (14 państw) | Ogółem (14 państw) | Ogółem (14 państw) | 16 | 16 | 16 | 48 | 8 | 8 | 8 | 8 | 8 | 8 |

Źródło: